# 1992년 벤쿠버 국제 영화제
제11회 벤쿠버 국제 영화제는 1992년 10월 2일에 열린 시상식이다.

## 수상 및 후보

### 에어캐나다상
- 댄싱 히어로 (Strictly Ballroom) - 바즈 루어만 수상
- 귀주 이야기 - 장이머우 수상

### 페더럴익스프레스상
- Manufacturing Consent: Noam Chomsky and the Media - 마크 아크바, Peter Wintonick 수상

### 로저상
- 레올로 - 장-클로드 라우존 수상